# 由利本荘市立由利図書館
由利本荘市立由利図書館（ゆりほんじょうしりつゆりとしょかん）は、秋田県由利本荘市にある公共図書館。

## 概要
着工当時は善隣館が建設されることが3年後に予定されており、いろいろな本を読んで楽しんだり勉強したりできるようにと考えられ1989年（平成元年）12月下旬から木造の旧館から現在の鉄筋コンクリート造の建物に建て替えを開始し、1992年（平成4年）6月上旬に由利本荘市由利地域に善隣館や由利体育館の近くにオープンした。絵本（仕掛けの付いた絵本も含む）、小説、漫画、図鑑、辞典（国語辞典や英語辞典等）など様々な本が1階から2階まで様々なジャンルでわかりやすく探しやすいようにたくさん並んでいる。

## 歴史
- 1989年（平成元年）
  - 10月 - 1992年までに善隣館の建設を予定
  - 12月 - 旧図書館の解体を開始
- 1990年（平成2年）
  - 9月 - 旧図書館の解体が完了
- 1991年（平成3年）
  - 1月 - 現図書館への建設を開始
  - 10月 - 図書室棟が完成
  - 12月 - 1階（玄関ホール・和室など）が完成
- 1992年（平成4年）
  - 3月 - 2階図書室が完成
  - 6月 - 建て替えが完了し、当館がリニューアルオープン
  - 8月 - 善隣館との連絡通路が完成
  - 9月 - 善隣館がオープン
- 2000年（平成12年）
  - 8月 - 東由利地域の有鄰館を全面改築
- 2011年（平成23年）
  - 12月 - 本荘地域に由利本荘市立中央図書館が文化交流館カダーレにオープン
- 2022年（令和4年）
  - 12月 - 善隣館の玄関、ラウンジ、市民ホールを改築

## サービス
- 開館日時
  - 平日：午前10:00から午後7:00まで
  - 土日：午前10:00から午後5:00まで
- 休館日
  - 祝日（5月5日と11月3日は除く）
  - 年始・年末
  - 特別整理期間